# Rohod
Rohod község Szabolcs-Szatmár-Bereg vármegyében, a Baktalórántházai járásban.

## Fekvése
A vármegye, és egyben a Nyírség északkeleti részén fekszik. A környező települések közül Vaja 3, Baktalórántháza 7, Vásárosnamény 18, Mátészalka 19, a megyeszékhely, Nyíregyháza pedig 34 kilométer távolságra található.

### Megközelítése
Legfontosabb közúti megközelítési útvonala a 41-es főút, amely a belterületének déli szélén halad el; innen indul a 49-es főút. Nyírmadával és Ilkkel a 4107-es út kapcsolja össze.
A községet a környező településekkel és a nagyobb városokkal autóbuszjáratok kötik össze.
Vasútvonal nem érinti, ennek ellenére a nevét viseli a Nyíregyháza–Vásárosnamény-vasútvonal Vaja-Rohod vasútállomása, a központjától mintegy 3 kilométerre délre, Vaján.

## Története
Nevének első ismert okleveles említései a 12. századból, majd a 14. század elejéről valók, utóbbiban egy, a településről származó kisnemes Várdai Lászlóval folytatott perét említik.
A 16. századtól a Rohodi, a Petneházy és Bogdányi családok birtoka volt.
A 18. században Varatkay István leánya, Erzsébet révén a Sulyok családbeliek szereztek itt részbirtokot, de Vay Ádám-nak is volt itt kisebb birtoka.
A jobbágyfelszabadításkor is a Vay család volt a település birtokosa. Ekkor Rohodnak 874 lakosa volt.
A településhez tartozott még Bajnokfölde is, melyet egy ideig Ónodi Czudar Péter birtokaként említenek az oklevelek.
Artheustelke is a faluhoz tartozott, névadója Rohodi Arteus volt, aki a 13. század második felében élt.

### Közigazgatás-története
Az eredetileg Szatmár vármegyéhez tartozó települést Sige pusztával együtt az 1827. évi XXXIV. tc.-kel Szabolcs vármegyéhez csatolták. 1912. február 16-ig a Nyírbátori járáshoz tartozott, akkor átsorolták az egyidejűleg alakult Nyírbaktai járásba.

## Közélete

### Polgármesterei
- 1990–1994: Éles Dániel (független)[3]
- 1994–1998: Éles Dániel (független)[4]
- 1998–2002: Éles Dániel (független)[5]
- 2002–2006: Éles Dániel (független)[6]
- 2006–2007: Éles Dániel (független)[7]
- 2007–2010: Éles Tibor (Fidesz)[8]
- 2010–2014: Éles Tibor István (Fidesz-KDNP)[9]
- 2014–2019: Éles Tibor István (Fidesz-KDNP)[10]
- 2019–2024: Éles Tibor (Fidesz-KDNP)[11]
- 2024– : Éles Tibor István (Fidesz-KDNP)[1]

A településen 2007. július 29-én időközi polgármester-választást kellett tartani,
 az előző polgármester halála miatt.

## Népesség
A település népességének változása:
| Lakosok száma | 1223 | 1207 | 1235 | 1217 | 1159 | 1173 | 1140 |
|               | 2013 | 2014 | 2015 | 2021 | 2022 | 2023 | 2024 |

2001-ben a település lakosságának 79,5%-a magyar, 20,5%-a cigány nemzetiségűnek vallotta magát.
A 2011-es népszámlálás során a lakosok 96,4%-a magyarnak, 9,3% cigánynak, 0,3% ukránnak mondta magát (3,6% nem nyilatkozott; a kettős identitások miatt a végösszeg nagyobb lehet 100%-nál). A vallási megoszlás a következő volt: római katolikus 9,4%, református 63,5%, görögkatolikus 11,9%, felekezeten kívüli 1,7% (12,3% nem válaszolt).
2022-ben a lakosság 88,6%-a vallotta magát magyarnak, 15,4% cigánynak, 0,2% németnek, 0,2% ukránnak, 0,1-0,1% lengyelnek, szerbnek, szlovénnek, örmények és ruszinnak, 0,9% egyéb, nem hazai nemzetiségűnek (6,8% nem nyilatkozott; a kettős identitások miatt a végösszeg nagyobb lehet 100%-nál). Vallásuk szerint 8,2% volt római katolikus, 53% református, 9% görög katolikus, 6,9% egyéb keresztény, 3,5% felekezeten kívüli (19,2% nem válaszolt).

## Nevezetességei
- Református templom – Gótikus stílus-ban épült. 1822-ben, majd 1891-ben és 2012-ben alakították át.
- A településen áthalad az Alföldi Kéktúra.

## Híres emberek
- Itt született 1798. július 31-én Szentpétery Zsigmond színész, színirendező, színigazgató.